# Петров, Михаил Александрович
Петров Михаил Александрович (29 апреля 1885 — 27 апреля 1938) — российский и советский военно-морской деятель, теоретик, историк, капитан 1 ранга. Заслуженный деятель науки и техники РСФСР, профессор,

## Биография
Сын командира Выборгской крепости Александра Карповича Петрова (1856 — не ранее 1918) .
В 1905 году окончил Морской кадетский корпус, в 1909 — Артиллерийские офицерские классы, в 1912 году — окончил Военно-морской отдел, а в 1913 году — окончил дополнительный курс Николаевской морской академии (1913).
В 1909 г. участвовал в заграничном плавании на крейсере "Аврора".  Исполнял должность старшего флаг-офицера Штаба начальника УАО (1913), старшего флаг-офицера Штаба командующего Морскими силами Балтийского моря (1913—1914). Помощник флаг-капитана по Распорядительной части Штаба командующего Флотом Балтийского моря (1915—1916). Капитан 2-го ранга (6.12.1915). Помощник флаг-капитана по Оперативной части Штаба Балтийского флота (23.04.1917). Участвовал в первой мировой войне, старший офицер линкора "Гангут" (1916-17 гг.). Участвовал в разработке и осуществлении плана вывода кораблей из портов Эстонии и Финляндии в Петроград и Кронштадт в феврале-мае 1918 г.
Перешёл на службу в РККФ в 1918 году. Некоторое время исполнял обязанности начальника штаба Балтийского флота. Преподаватель Морской академии (1919). Начальник Оперативного управления Морских сил Республики (1920—1921). Начальник Военно-Морской академии (08.1921-28.04.1923). Уволен в отставку (4.02.1924). Продолжал преподавательскую деятельность в Военно-морской академии. В 1926 году вновь призван на флот. Начальник Учебно-строевого управления ВМС РККА (08.1927). Автор первого в стране «Боевого устава Военно-морских Сил РККА» (1930 г.). В 1928 г. Петров удостоен звания «Заслуженный деятель науки и техники РСФСР». В 1929 г. ему было присвоено ученое звание профессора.
В 1930 году арестован и осуждён по сфабрикованному обвинению. В 1932 году по ходатайству начальника Морских сил РККА В. М. Орлова и наркомвоенмора СССР К. Е. Ворошилова освобождён, работал в Управлении ВВС РККА. Капитан 1-го ранга (12.1935). В ноябре 1937 года вновь арестован в Москве. Приговорён к расстрелу Военной Коллегией Верховного Суда СССР 27 апреля 1938 года по обвинению в участии «связях с представителями русского зарубежья в Германии и Франции и подготовке по их заданию иностранной интервенции в Россию». 27 апреля 1938 года Михаил Петров был расстрелян на полигоне «Коммунарка». Реабилитирован в 1957 году.

## Награды
- Орден Св. Станислава 3-й степени
- Орден Св. Анны 3-й степени с мечами и бантом
- Орден Св. Станислава 2-й степени с мечами

## Работы
- «Морская тактика» (1924 г.)
- «Два боя» (1926 г.)
- «Подготовка России к мировой войне на море» (1926 г.)
- «Оборона берегов» (1926 г.)
- «Обзор главнейших кампаний и сражений парового флота» (1927 г.)
- «Морская оборона берегов в опыте последних войн России» (1927 г.)